# Nová Ľubovňa
Nová Ľubovňa (in ungherese Újlubló) è un comune della Slovacchia facente parte del distretto di Stará Ľubovňa, nella regione di Prešov. Fino al 1918, il distretto era quasi interamente parte della contea ungherese di Spiš, eccezion fatta per una piccola area nella parte orientale, che formava parte della contea di Šariš.

## Storia
Come dimostrano i risultati delle ricerche archeologiche, lo Spiš è stato densamente popolato dall'uomo di Neanderthal. L'insediamento è stato continuo, ma riguardava soprattutto lo Spiš settentrionale. Qui, come nella parte meridionale, nel XII e XIII secolo si stabilirono molti coloni tedeschi che si insediarono nella zona fondando successivamente numerosi villaggi e città. 
Il territorio settentrionale dello Spiš fu considerato un luogo di frontiera o confine tra Ungheria e Polonia. Verso la fine del XIII secolo questo territorio di confine è stato segnato ulteriormente dalla costruzione di fortificazioni come il castello di Plaveč e più tardi, dal re d'Ungheria Béla III, del castello di Ľubovňa.
Sul territorio circostante il castello di Ľubovňa fu fondato il primo villaggio Nová Ľubovňa.
Fondatore di Nová Ľubovňa fu il figlio del più alto funzionario del re d'Ungheria, Omodej Abu detto Palatín, maestro Ján. Il 21 gennaio 1308 a Spišská Sobota emanò un documento con cui delegò Helbrand (conte di Spiš) di fondare il villaggio chiamato Ľubovnianský Potok (Liblow Pataka) nella valle del fiume Ľubovňa.
Nell'anno 1364 il nome del villaggio è citato come Nuelublow Neu-Lubiana.
Un grande cambiamento si è verificato per Nová Ľubovňa nel 1412, quando il re Sigismondo ha dato il castello e 16 città di Spiš in garanzia al re polacco. Le entrate provenienti dal villaggio hanno cominciato a fluire in Polonia attraverso gli amministratori polacchi che risiedevano al castello di Ľubovňa. Questa situazione durò fino al 1772.
Nel 1772 Nová Ľubovňa tornò sotto l'amministrazione dell'Ungheria. Successivamente il paese è stato comprato dalla famiglia nobile di Probstner. Durante la loro amministrazione il villaggio ha vissuto un periodo di grande prosperità. 
Nel 1882 il comune contava 182 case. Le principali attività lavorative della popolazione erano l'agricoltura, l'edilizia, la carpenteria e il paesino possedeva una segheria e un mulino ad acqua.
Nel 1928 una vasta area del paese fu distrutta da un incendio.
Il 24 gennaio 1945 il comune fu liberato e il giorno successivo fu fondato il Comitato Rivoluzionario Nazionale. Dopo il 1945 il comune ha vissuto un grande sviluppo economico e culturale.

## Monumenti
- Chiesa di San Giovanni Evangelista (1300), ristrutturata negli anni 1615, 1857 e 1934.

## Terme
La scoperta della presenza di diverse sorgenti d'acqua minerale ha fatto sì, che nel XIX secolo nascessero le Terme di Ľubovňa. Presto sono diventate la meta preferita per molti abitanti locali, stranieri, soprattutto per la nobiltà ungherese e polacca.
Gli effetti benefici dell'acqua sono stati utilizzati per curare diverse malattie gastrointestinali e problematiche di tipo respiratorio.

## Fiumi
Nová Ľubovňa è attraversata da due fiumi chiamati Jakubianka a Kolačkovianka.